# Anthurium formosum
Anthurium formosum är en kallaväxtart som beskrevs av Heinrich Wilhelm Schott. Anthurium formosum ingår i släktet Anthurium och familjen kallaväxter. Inga underarter finns listade.